# Muetzí
Un muetzí (de l'àrab مُؤَذِّن, muʾaḏḏin, ‘qui anuncia’, ‘qui crida a (l'oració)’) és, a l'islam, el membre de la mesquita encarregat de fer la crida a l'oració (àdhan) cinc cops al dia de la torre o minaret estant.
El muetzí es tria per la seva veu i personalitat. Alguns cops, a més d'efectuar l'àdhan, es col·loca durant la pregària en una plataforma instal·lada al costat oposat del púlpit (mínbar) i respon els sermons de l'imam. En l'actualitat, és freqüent que els muetzins no pugin al minaret i facin la crida per un sistema de megafonia.
Segons la tradició, el primer muetzí fou Bilal ibn Rabah o Bilal l'Etíop, un esclau negre emancipat, company (sahabí) del profeta Muhàmmad i triat directament per aquest darrer per tal de dur a terme aquesta tasca dins de l'islam naixent.